# Príslop
Príslop (ungarisch Kispereszlő – bis 1907 Priszlop und 1939–1945 Kispriszlop, russinisch Прислоп/Pryslop) ist eine Gemeinde im Okres Snina (Prešovský kraj) im äußersten Osten der Slowakei mit 39 Einwohnern (Stand 31. Dezember 2024) in der traditionellen Landschaft Zemplín.

## Geographie
Die Gemeinde befindet sich im Gebirge Bukovské vrchy, am Oberlauf des kleinen Flusses Ulička im Einzugsgebiet des Usch. Das Ortszentrum liegt auf einer Höhe von 430 m n.m. und ist 20 Kilometer von Snina entfernt (Straßenentfernung).
Nachbargemeinden sind Stakčín (Katastralgemeinden Stakčín, Dara und Veľká Poľana) im Westen, Nordwesten und Norden, Topoľa im Nordosten, Osten und Südosten und Stakčínska Roztoka im Süden und Südwesten.

## Geschichte
Príslop wurde zum ersten Mal 1568 als Prislop schriftlich erwähnt. Das Dorf war Teil der Drugeth'schen Herrschaft von Humenné, im 17. Jahrhundert gehörte es dem Paulinerorden aus Trebišov, im 18. Jahrhundert der Kammer und ab 1820 der Eperieser Eparchie. 1720 gab es sechs verlassene und sechs bewohnte Haushalte. 1787 hatte die Ortschaft 23 Häuser und 86 Einwohner, 1828 zählte man 23 Häuser und 173 Einwohner. In der zweiten Hälfte des 19. Jahrhunderts wanderten viele Einwohner aus.
Bis 1918 gehörte der im Komitat Semplin liegende Ort zum Königreich Ungarn und kam danach zur Tschechoslowakei beziehungsweise heute Slowakei. Nach 1918 waren die Einwohner als Landwirte beschäftigt. Als Folge des Slowakisch-Ungarischen Kriegs war der Ort von 1939 bis 1944 noch einmal Teil Ungarns. Nach dem Zweiten Weltkrieg pendelte ein Teil der Einwohner zur Arbeit nach Snina und Košice, andere arbeiteten als privat organisierte Landwirte und Waldarbeiter.

## Bevölkerung
| Jahr                | 1994 | 2004     | 2014    | 2024  |
| ------------------- | ---- | -------- | ------- | ----- |
| Anzahl der Personen | 95   | 66       | 60      | 39    |
| Unterschied         |      | −30,52 % | −9,09 % | −35 % |

| Jahr                | 2023 | 2024    |
| ------------------- | ---- | ------- |
| Anzahl der Personen | 37   | 39      |
| Unterschied         |      | +5,40 % |

Nach der Volkszählung 2011 wohnten in Príslop 58 Einwohner, davon 33 Slowaken, 22 Russinen und ein Tscheche. Ein Einwohner gab eine andere Ethnie an und ein Einwohner machte keine Angabe zur Ethnie. 
28 Einwohner bekannten sich zur griechisch-katholischen Kirche, 26 Einwohner zur orthodoxen Kirche, zwei Einwohner zur römisch-katholischen Kirche und ein Einwohner zur Evangelischen Kirche A. B. Bei einem Einwohner wurde die Konfession nicht ermittelt.

## Bauwerke
- griechisch-katholische Kirche aus dem Jahr 1989, der Bau begann schon 1967, wurde aber 1970 behördlich gestoppt
- orthodoxe Kirche

## Verkehr
Durch Príslop passiert die Cesta II. triedy 558 („Straße 2. Ordnung“) von Stakčín nach Ulič. Der nächste Bahnanschluss ist in Stakčín an der Bahnstrecke Humenné–Stakčín.